# Communauté de communes Les Terres d’Yèvre
Die Communauté de communes Les Terres d’Yèvre ist ein ehemaliger französischer Gemeindeverband mit der Rechtsform einer Communauté de communes im Département Cher in der Region Centre-Val de Loire. Sie wurde am 4. Dezember 2002 gegründet und umfasste drei Gemeinden. Der Verwaltungssitz befand sich im Ort Mehun-sur-Yèvre.

## Historische Entwicklung
Mit Wirkung vom 1. Januar 2017 fusionierte der Gemeindeverband mit der Communauté de communes Les Vals de Cher et d’Arnon und bildete so die Nachfolgeorganisation Communauté de communes Cœur de Berry.

## Ehemalige Mitgliedsgemeinden
1. Allouis
2. Foëcy
3. Mehun-sur-Yèvre